# Walter Kohler junior

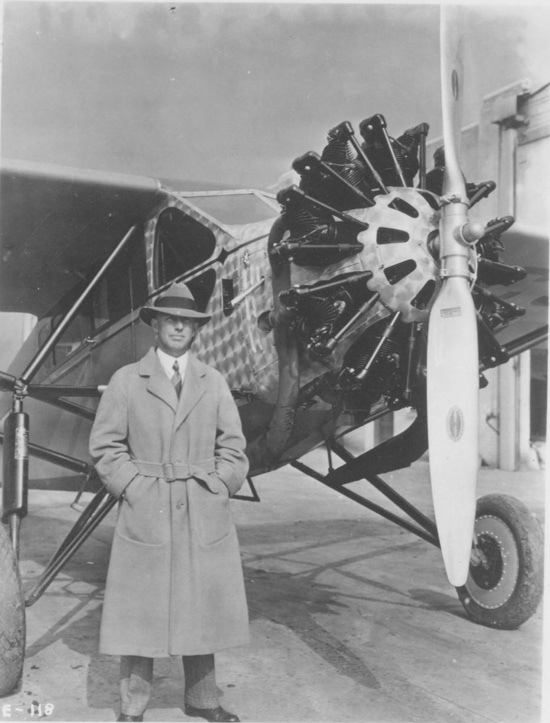
File:Walter Jodok Kohler, Jr.
San Diego Air and Space Museum, SDASM Archive

Walter Jodok Kohler, Jr. (* 4. April 1904 in Sheboygan, Wisconsin; † 21. März 1976) war ein US-amerikanischer Politiker und von 1951 bis 1957 der 33. Gouverneur des Bundesstaates Wisconsin.

## Frühe Jahre
Als Sohn des früheren Gouverneurs von Wisconsin, Walter Kohler Sr., wurde der jüngere Walter Kohler in die Dynastie der Besitzer der Kohlerwerke hineingeboren. Er besuchte die Phillips Academy in Andover (Massachusetts) und dann bis 1925 die Yale University. Danach arbeitete er in der Firma seiner Familie, in der er bald bis zu der Position eines Direktors aufstieg. Während des Zweiten Weltkrieges war er bis 1943 in der Reserve der US Navy. Danach wurde er im pazifischen Raum eingesetzt. Nach dem Krieg widmete er sich wieder den familieneigenen Betrieben. Er wurde Leiter der Vollrather Company, die ebenfalls zu dieser Firmengruppe gehörte.

## Politische Laufbahn
Als Mitglied der Republikanischen Partei war Kohler 1948 Delegierter zur Republican National Convention, auf der Thomas E. Dewey als Präsidentschaftskandidat nominiert wurde. Im Jahr 1950 wurde er mit 53,2 Prozent der Stimmen gegen den Demokraten Carl W. Thompson zum neuen Gouverneur seines Staates gewählt. Nach zwei erfolgreichen Wiederwahlen in den Jahren 1952 und 1954 konnte er zwischen dem 1. Januar 1951 und dem 7. Januar 1957 als Gouverneur amtieren. In dieser Zeit wurden die Wahlbezirke in Wisconsin neu nach Bevölkerungsdichte eingeteilt und die Bildungsanstalten des Landes verbessert.
Im Jahr 1956 verzichtete Kohler auf eine erneute Kandidatur. Stattdessen bewarb er sich erfolglos um einen Sitz im US-Senat, der nach dem Tod von Joseph McCarthy freigeworden war. Daraufhin zog sich Kohler aus der Politik zurück und wurde wieder Präsident der Vollrather Company. Er starb im Jahr 1976. Walter Kohler Jr. war zweimal verheiratet und hatte insgesamt zwei Kinder.